# Jōyō kanji
Els jōyō kanji (常用漢字, literalment 'kanji per a l'ús comú') és la guia pels caràcters kanji considerats d'ús quotidià en el japonès, promulgada oficialment pel Ministeri d'Educació japonès. La llista actual de jōyō kanji conté 2.136 caràcters i fou revisada per darrer cop el 2010; és una versió lleugerament modificada dels tōyō kanji, que era la llista inicial de kanjis d'educació secundària estandarditzada després de la Segona Guerra Mundial.
Si en un text japonès apareix un kanji que no pertanyi als jōyō kanji s'ha de marcar la seva pronúncia mitjançant els furigana. Abans de la reforma del 30 de novembre del 2010, els jōyō kanji eren considerats un total de 1945.
Els 2.136 kanji de la llista de jōyō kanji es poden dividir en dos grups:
- 1.026 kanji que s'ensenyen a l'escola primària (cursos 1-6) (els kyōiku kanji)
- 1.110 kanji addicionals que s'ensenyen a secundària (cursos 7-9)

## Canvis del 1981
L'any 1981, els jōyō kanji van substituir els antics tōyō kanji. S'hi van afegir 95 caràcters addicionals i se'n va simplificar un: 燈 passa a 灯. Els kanji afegits van ser els següents:
猿 凹 渦 靴 稼 拐 涯 垣 殻 潟 喝 褐 缶 頑 挟 矯 襟 隅 渓 蛍 嫌 洪 溝 昆 崎 皿 桟 傘 肢 遮 蛇 酌 汁 塾 尚 宵 縄 壌 唇 甚 据 杉 斉 逝 仙 栓 挿 曹 槽 藻 駄 濯 棚 挑 眺 釣 塚 漬 亭 偵 泥 搭 棟 洞 凸 屯 把 覇 漠 肌 鉢 披 扉 猫 頻 瓶 雰 塀 泡 俸 褒 朴 僕 堀 磨 抹 岬 妄 厄 癒 悠 羅 竜 戻 枠

## Canvis del 2010
L'any 2010 el Ministeri d'Educació Japonès va revisar la llista per incloure-hi 196 caràcters addicionals i treure'n 5 (勺, 銑, 脹, 錘, i 匁), per formar el total dels 2.136 kanji actuals. La llei promulgada també en va revisar la lectura. Vint-i-vuit kanji van guanyar una nova lectura, tres van perdre una lectura obscura i el kun'yomi de 側 va canviar de kawa (かわ) a gawa (がわ). Els 196 caràcters nous foren els següents:
媛 怨 鬱 唄 淫 咽 茨 彙 椅 萎 畏 嵐 宛 顎 曖 挨 韓 鎌 葛 骸 蓋 崖 諧 潰 瓦 牙 苛 俺 臆 岡 旺 艶 稽 憬 詣 熊 窟 串 惧 錦 僅 巾 嗅 臼 畿 亀 伎 玩 挫 沙 痕 頃 駒 傲 乞 喉 梗 虎 股 舷 鍵 拳 桁 隙 呪 腫 嫉 𠮟(叱) 鹿 餌 摯 恣 斬 拶 刹 柵 埼 塞 采 戚 脊 醒 凄 裾 須 腎 芯 尻 拭 憧 蹴 羞 袖 汰 遜 捉 踪 痩 曽 爽 遡 狙 膳 箋 詮 腺 煎 羨 鶴 爪 椎 捗 嘲 貼 酎 緻 綻 旦 誰 戴 堆 唾 鍋 謎 梨 奈 那 丼 貪 頓 栃 瞳 藤 賭 妬 塡(填) 溺 諦 阜 訃 肘 膝 眉 斑 阪 汎 氾 箸 剝(剥) 罵 捻 虹 匂 喩 闇 弥 冶 麺 冥 蜜 枕 昧 勃 頰(頬) 貌 蜂 蔑 璧 餅 蔽 脇 麓 籠 弄 呂 瑠 瞭 侶 慄 璃 藍 辣 拉 沃 瘍 妖 湧 柿 哺 楷 睦 釜 錮 賂 毀 勾
Els caràcters en negreta es fan servir en noms de prefectures i els que van seguits de parèntesi són els oficials seguits de la forma emprada al JIS X 0208.
El Ministeri d'Educació, Cultura, Esports, Ciència i Tecnologia del Japó va instar els professors a començar a ensenyar els nous caràcters l'any 2012 per tal que els estudiants de secundària baixa els sabessin llegir i els de secundària alta fossin capaços d'escriure'ls. Els instituts i les universitats van començar a utilitzar-los en els exàmens d'entrada a partir de l'any 2015.